# 2007年勁歌金曲優秀選第一回得獎名單
2007勁歌金曲優秀選第一回於2007年4月29日晚上在將軍澳工業邨電視廣播城舉行，由崔建邦主持，並由無綫電視之翡翠台作現場直播。全晚頒發十二首得獎歌曲。

## 得獎名單

### 優秀選得獎歌曲（按頒發次序排序）
- 公主太子 - 李克勤
- 相愛6年 - Twins
- 日日是好日 - 鍾鎮濤
- 電燈膽 - 鄧麗欣
- 大細心 - 方力申
- 畫意 - 王菀之
- Forever - 草　蜢
- 同聲同氣 - at17
- 節外生枝 - 謝安琪
- 心花怒放 - 容祖兒
- 第三身 - 麥浚龍、何韻詩
- 富士山下 - 陳奕迅

### 候選金曲
- 講不出聲 - 關菊英

### 最受歡迎華語歌曲獎
- 我懷念的 - 孫燕姿

### 新人薦場飆星獎
- 陳柏宇